# Corymica deducata
Corymica deducata là một loài bướm đêm trong họ Geometridae.